# Az év angol labdarúgója (PFA)
Az év angol labdarúgója (PFA) (hivatalos nevén: Professzionális Labdarúgók Szervezete játékosainak év férfi játékosa; angolul: Professional Footballers’ Association Men’s Players’ Player of the Year) minden évben kiosztott labdarúgódíj, amelyet az idény legjobban teljesítő labdarúgójának adnak át.
Az angol labdarúgás minden szezonjának végén, az angol bajnokság labdarúgói közül megszavazzák, hogy ki volt a legjobb az előző szezonban.
Az 1973–74-es szezon óta minden évben kiosztják, először a Leeds United egykori játékosa Norman Hunter lett a győztes, 2023-ban pedig a Manchester City norvég csatára, Erling Haaland nyerte el a díjat.
Ez idáig öt játékos, Mark Hughes, Alan Shearer, Thierry Henry, Cristiano Ronaldo, Gareth Bale, Kevin De Bruyne és Mohamed Szaláh nyerte el egynél több alkalommal.

## A nyertesek listája
A díjat 2024-ig 51 alkalommal osztották ki 44 különböző győztessel. A táblázat azt is mutatja, hol nyert a győztes játékos egy vagy több másik "év játékosa" díjat is: a Football Writers' Association (FWA) Év Játékosa díjat, a PFA Fans' Player of the Year (FPY) díjat, és a PFA Év Fiatal Játékosa (YPY) díjat.

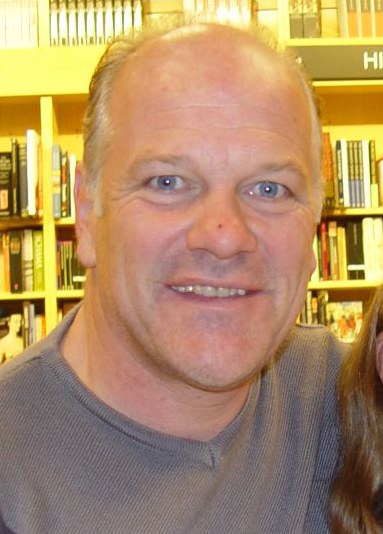
Andy Gray volt az első játékos, aki az Év Játékosa és az Év Fiatal Játékosa díjat ugyanabban a szezonban nyerte el.

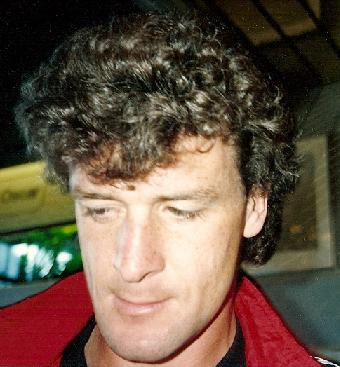
Mark Hughes volt az első játékos, aki kétszer nyerte el az Év Játékosa díjat.

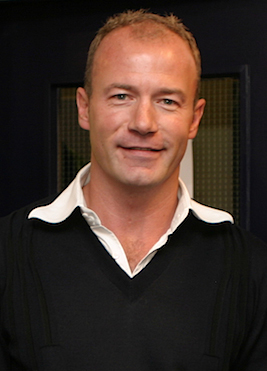
Alan Shearert kétszer választották az év játékosának.

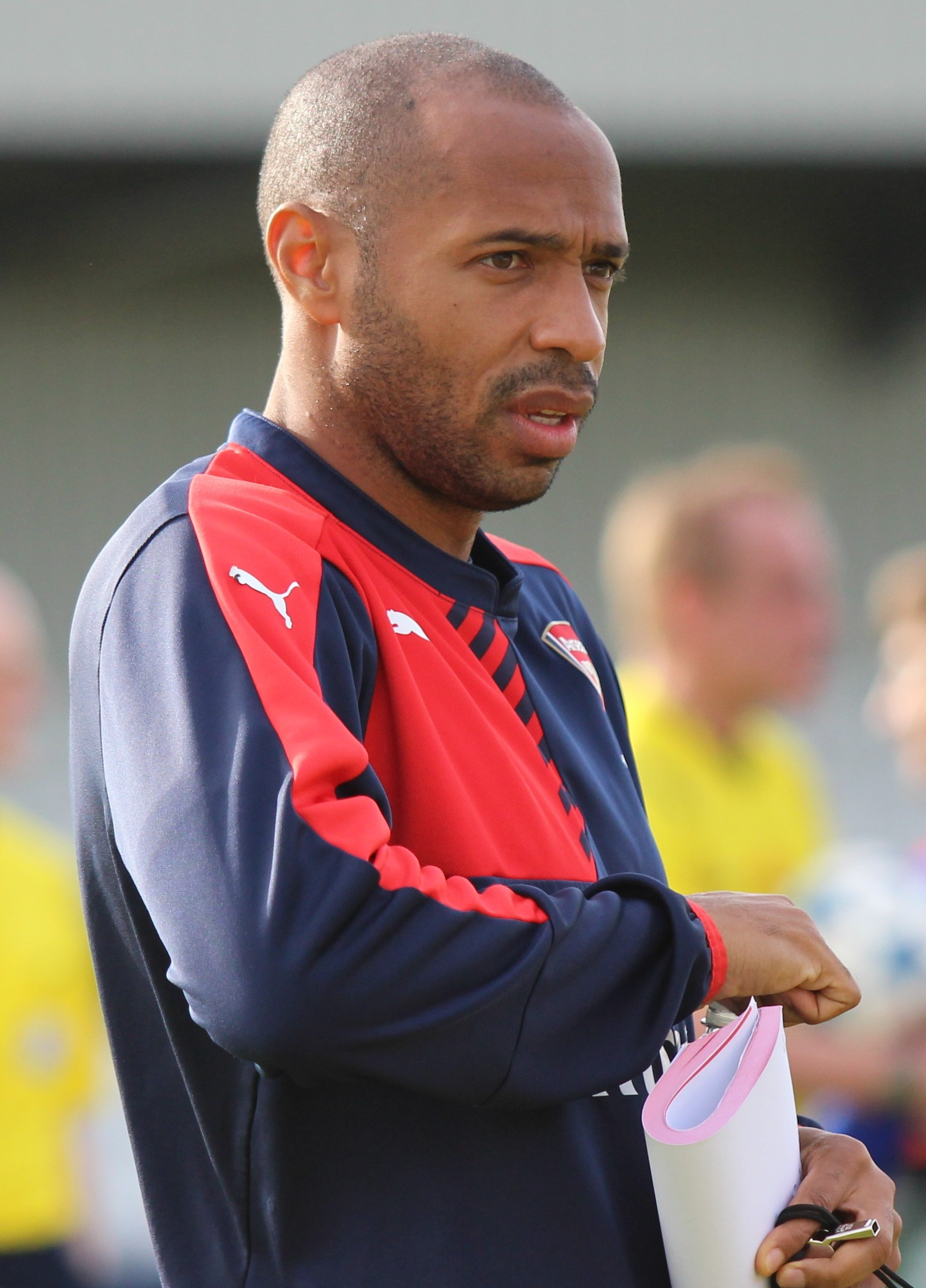
Thierry Henry volt az első játékos, aki két egymást követő szezonban nyerte el a díjat.

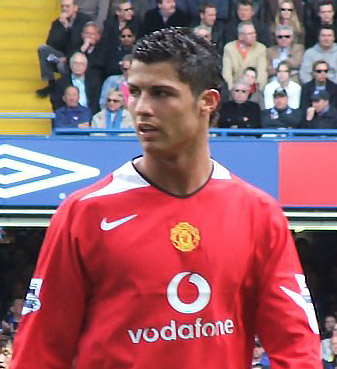
Cristiano Ronaldo két alkalommal nyerte el a díjat.

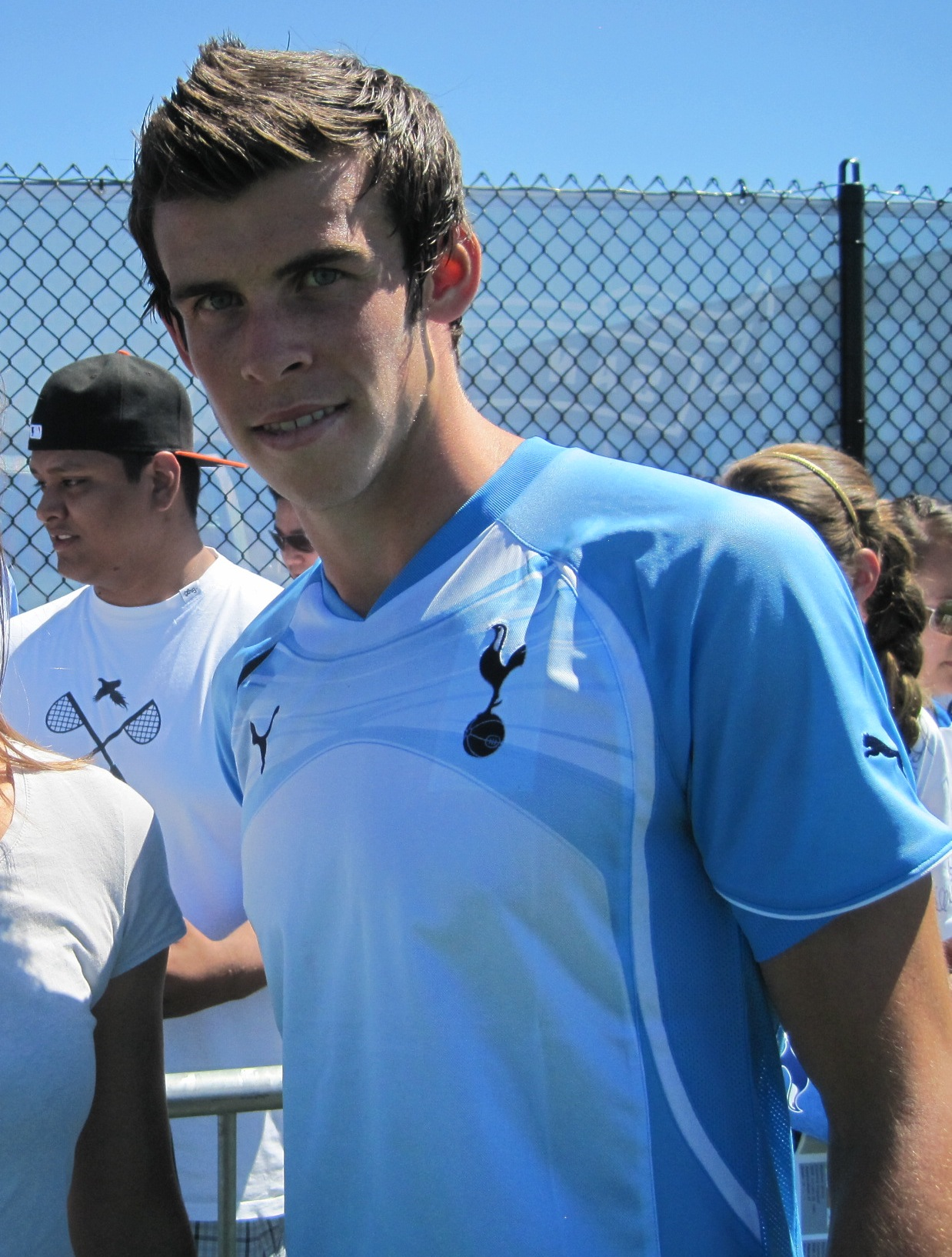
Gareth Bale a Tottenham csapatával duplázott.

### 1970-es évek
| Év      |                | Játékos       | Klub              | Amit még nyert | Jegyzetek |
| ------- | -------------- | ------------- | ----------------- | -------------- | --------- |
| 1973–74 | Anglia         | Norman Hunter | Leeds United      |                |           |
| 1974–75 | Anglia         | Colin Todd    | Derby County      |                |           |
| 1975–76 | Észak-Írország | Pat Jennings  | Tottenham Hotspur |                | [ 7 ]     |
| 1976–77 | Skócia         | Andy Gray     | Aston Villa       | YPY            | [ 8 ]     |
| 1977–78 | Anglia         | Peter Shilton | Nottingham Forest |                |           |
| 1978–79 | Írország       | Liam Brady    | Arsenal           |                | [ 9 ]     |

### 1980-as évek
| Év      |        | Játékos         | Klub              | Amit még nyert | Jegyzetek |
| ------- | ------ | --------------- | ----------------- | -------------- | --------- |
| 1979–80 | Anglia | Terry McDermott | Liverpool         | FWA            | [ 10 ]    |
| 1980–81 | Skócia | John Wark       | Ipswich Town      |                |           |
| 1981–82 | Anglia | Kevin Keegan    | Southampton       |                |           |
| 1982–83 | Skócia | Kenny Dalglish  | Liverpool         | FWA            |           |
| 1983–84 | Wales  | Ian Rush        | Liverpool         | FWA            |           |
| 1984–85 | Anglia | Peter Reid      | Everton           |                |           |
| 1985–86 | Anglia | Gary Lineker    | Everton           | FWA            |           |
| 1986–87 | Anglia | Clive Allen     | Tottenham Hotspur | FWA            |           |
| 1987–88 | Anglia | John Barnes     | Liverpool         | FWA            |           |
| 1988–89 | Wales  | Mark Hughes     | Manchester United |                |           |

### 1990-es évek
| Év      |               | Játékos          | Klub              | Amit még nyert | Jegyzetek |
| ------- | ------------- | ---------------- | ----------------- | -------------- | --------- |
| 1989–90 | Anglia        | David Platt      | Aston Villa       |                |           |
| 1990–91 | Wales         | Mark Hughes (2)  | Manchester United |                | [ 11 ]    |
| 1991–92 | Anglia        | Gary Pallister   | Manchester United |                |           |
| 1992–93 | ír            | Paul McGrath     | Aston Villa       |                |           |
| 1993–94 | Franciaország | Éric Cantona     | Manchester United |                | [ 12 ]    |
| 1994–95 | Anglia        | Alan Shearer     | Blackburn Rovers  |                |           |
| 1995–96 | Anglia        | Les Ferdinand    | Newcastle United  |                |           |
| 1996–97 | Anglia        | Alan Shearer (2) | Newcastle United  |                | [ 13 ]    |
| 1997–98 | Hollandia     | Dennis Bergkamp  | Arsenal           | FWA            |           |
| 1998–99 | Franciaország | David Ginola     | Tottenham Hotspur | FWA            |           |

### 2000-es évek
| Év        |               | Játékos               | Klub              | Amit még nyert | Jegyzetek |
| --------- | ------------- | --------------------- | ----------------- | -------------- | --------- |
| 1999–2000 | Írország      | Roy Keane             | Manchester United | FWA            |           |
| 2000–01   | Anglia        | Teddy Sheringham      | Manchester United | FWA            |           |
| 2001–02   | Hollandia     | Ruud van Nistelrooy   | Manchester United | FPY            |           |
| 2002–03   | Franciaország | Thierry Henry         | Arsenal           | FWA, FPY       | [ 14 ]    |
| 2003–04   | Franciaország | Thierry Henry (2)     | Arsenal           | FWA, FPY       | [ 15 ]    |
| 2004–05   | Anglia        | John Terry            | Chelsea           |                |           |
| 2005–06   | Anglia        | Steven Gerrard        | Liverpool         |                |           |
| 2006–07   | Portugália    | Cristiano Ronaldo     | Manchester United | FWA, FPY, YPY  | [ 16 ]    |
| 2007–08   | Portugália    | Cristiano Ronaldo (2) | Manchester United | FWA, FPY       | [ 17 ]    |
| 2008–09   | Wales         | Ryan Giggs            | Manchester United |                |           |

### 2010-es évek
| Év      |           | Játékos          | Klub              | Amit még nyert | Jegyzetek     |
| ------- | --------- | ---------------- | ----------------- | -------------- | ------------- |
| 2009–10 | Anglia    | Wayne Rooney     | Manchester United | FWA, FPY       | [ 18 ]        |
| 2010–11 | Wales     | Gareth Bale      | Tottenham Hotspur |                | [ 19 ]        |
| 2011–12 | Hollandia | Robin van Persie | Arsenal           | FWA, FPY       | [ 20 ]        |
| 2012–13 | Wales     | Gareth Bale (2)  | Tottenham Hotspur | FWA, YPY       | [ 21 ]        |
| 2013–14 | URU       | Luis Suárez      | Liverpool         | FWA, FSS       | [ 22 ]        |
| 2014–15 | BEL       | Eden Hazard      | Chelsea           | FWA            | [ 23 ]        |
| 2015–16 | ALG       | Rijad Mahrez     | Leicester City    | FPY            | [ 24 ] [ 25 ] |
| 2016–17 | FRA       | N’Golo Kanté     | Chelsea           | FWA            | [ 26 ]        |
| 2017–18 | EGY       | Mohamed Szaláh   | Liverpool         | FWA, FPY, FSF  | [ 27 ]        |
| 2018–19 | Hollandia | Virgil van Dijk  | Liverpool         |                | [ 28 ]        |

### 2020-as évek
| Év      |          | Játékos             | Klub            | Amit még nyert     | Jegyzetek |
| ------- | -------- | ------------------- | --------------- | ------------------ | --------- |
| 2019–20 | Belgium  | Kevin De Bruyne     | Manchester City | PPS                | [ 29 ]    |
| 2020–21 | Belgium  | Kevin De Bruyne (2) | Manchester City |                    | [ 30 ]    |
| 2021–22 | Egyiptom | Mohamed Szaláh (2)  | Liverpool       | FWA, FPY           | [ 31 ]    |
| 2022–23 | Norvégia | Erling Haaland      | Manchester City | FWA, FPY, PPS, PYS | [ 32 ]    |
| 2023–24 | Anglia   | Phil Foden          | Manchester City | FWA, PPS           | [ 32 ]    |

## Győztesek ország szerint
| Ország         | Győzelmek száma | Győzelem évei |
| -------------- | --------------- | --- |
| Anglia         | 19              | 1973–74, 1974–75, 1977–78, 1979–80, 1981–82, 1984–85, 1985–86, 1986–87, 1987–88, 1989–90, 1991–92, 1994–95, 1995–96, 1996–97, 2000–01, 2004–05, 2005–06, 2009–10, 2023–24 |
| Wales          | 6               | 1983–84, 1988–89, 1990–91, 2008–09, 2010–11, 2012–13 |
| Franciaország  | 5               | 1993–94, 1998–99, 2002–03, 2003–04, 2016–17 |
| Hollandia      | 4               | 1997–98, 2001–02, 2011–12, 2018–19 |
| Skócia         | 3               | 1976–77, 1980–81, 1982–83 |
| Írország       | 3               | 1978–79, 1992–93, 1999–2000 |
| Belgium        | 3               | 2014–15, 2019–20, 2020–21 |
| Portugália     | 2               | 2006–07, 2007–08 |
| Egyiptom       | 2               | 2017–18, 2021–22 |
| Észak-Írország | 1               | 1975–76 |
| Uruguay        | 1               | 2013–14 |
| Algéria        | 1               | 2015–16 |
| Norvégia       | 1               | 2022–23 |

## Győztesek klub szerint
| Klub              | Győzelmek száma | Győzelem évei                                                                                       |
| ----------------- | --------------- | --------------------------------------------------------------------------------------------------- |
| Manchester United | 11              | 1988–89, 1990–91, 1991–92, 1993–94, 1999–2000, 2000–01, 2001–02, 2006–07, 2007–08, 2008–09, 2009–10 |
| Liverpool         | 9               | 1979–80, 1982–83, 1983–84, 1987–88, 2005–06, 2013–14, 2017–18, 2018–19, 2021–22                     |
| Tottenham Hotspur | 5               | 1975–76, 1986–87, 1998–99, 2010–11, 2012–13                                                         |
| Arsenal           | 5               | 1978–79, 1997–98, 2002–03, 2003–04, 2011–12                                                         |
| Manchester City   | 4               | 2019–20, 2020–21, 2022–23, 2023–24                                                                  |
| Chelsea           | 3               | 2004–05, 2014–15, 2016–17                                                                           |
| Aston Villa       | 3               | 1976–77, 1989–90, 1992–93                                                                           |
| Everton           | 2               | 1984–85, 1985–86                                                                                    |
| Newcastle United  | 2               | 1996–97, 1997–98                                                                                    |
| Leeds United      | 1               | 1973–74                                                                                             |
| Derby County      | 1               | 1974–75                                                                                             |
| Nottingham Forest | 1               | 1977–78                                                                                             |
| Ipswich Town      | 1               | 1980–81                                                                                             |
| Southampton       | 1               | 1981–82                                                                                             |
| Blackburn Rovers  | 1               | 1994–95                                                                                             |
| Leicester City    | 1               | 2015–16                                                                                             |

## Lásd még
- Az év labdarúgója (FWA)
- Az év fiatal angol labdarúgója (PFA)